# Wen-tang Lin
Wen-tang Li (Hsinchu, 28 juni 1974) is een professioneel golfer uit Taipei.
Lin is opgegroeid in een gezin met golfers. Vader Lin Chia en zijn twee broers zijn ook golfprofessional. Lin is getrouwd en heeft drie kinderen.
Lin werd in 1996 professional en speelde jarenlang in Azië. In november 2008 won hij de Hong Kong Open, die in Europa meetelt voor seizoen 2009. Hij versloeg in de play-off twee topspelers, Rory McIlroy en Francesco Molinari. Hij is de eerste Aziaat in tien jaar die op deze manier een tourkaart voor de Europese Tour krijgt.

## Gewonnen

### Nationaal
- 1998: Hsin Fong Open
- 2004: ROC PGA Championship

### Aziatische Tour
- 2006: Taiwan Open
- 2007: Brunei Open
- 2008: Asian Tour International (Thailand)
- 2009: Mercuries Taiwan Masters

### Europese Tour
- 2009: UBS Hong Kong Open (nov.2008)

## Teams
- World Cup: 2008, 2009